# U-340
L'U-340 fu un sommergibile tipo VIIC della Marina militare tedesca durante la seconda guerra mondiale.
Fu impostato il 1º ottobre 1941 nei cantieri Nordseewerke di Emden con il numero identificativo 212, varato il 20 agosto 1942 ed entrò ufficialmente in servizio il 16 ottobre 1942, con comandante l'Oberleutnant zur See Hans-Joachim Klaus. Dopo un periodo d'addestramento con l'8ª flottiglia U-Boote, l'U-340 fu trasferito alla 6ª flottiglia, nella quale si svolse per intero la sua breve carriera, dal 1º maggio al 2 novembre 1943, quando fu colato a picco al largo di Tangeri. Non affondò mai alcuna nave alleata.

## Storia
L'U-340 salpò da Kiel per la sua prima pattuglia il 29 aprile 1943. Navigò fino alle acque circostanti capo Farewell in Groenlandia. Il sommergibile fu bombardato con bombe di profondità da aerei nemici, ma si salvò immergendosi; in seguito, si unì ai "branchi di lupi" Iller e Donau 1 e tentò di attaccare una corvetta che aveva scambiato per un mercantile isolato: la caccia congiunta del vascello alleato e di un aereo giunto in rinforzo costrinse l'U-Boot a immergersi, leggermente danneggiato, per poi riemergere una volta passato il pericolo e dirigersi infine al porto di Bordeaux, dove attraccò il 31 maggio senza aver messo a segno alcun colpo nei 33 giorni trascorsi in mare.
La seconda pattuglia ebbe inizio il 6 luglio 1943, con obiettivo la costa occidentale africana. Il 1º settembre, il sommergibile trasse in salvo cinque aviatori di un Focke-Wulf Condor della Luftwaffe schiantatosi in mare al largo della Spagna nel corso di una missione meteorologica. A quel punto, il sommergibile era a corto di carburante e di cibo: un marinaio, tempo dopo, affermò che «non avevamo altro che maccheroni e frutta secca, e frutta secca e maccheroni; e poi maccheroni e prosciutto, e prosciutto e maccheroni». Constatato ciò, s'intraprese la rotta di casa. Nel far ritorno a Saint Nazaire, dove comunque giunse il 2 settembre, l'U-Boot fu avvistato da un aeroplano alleato. Nel tentativo di azionare le armi contraeree di bordo, un marinaio inesperto (i mitraglieri dell'U-340 erano stati forzosamente reclutati fra l'equipaggio dell'Admiral Scheer, un incrociatore) ferì cinque altri membri dell'equipaggio, fra cui il comandante e il primo ufficiale; i cinque sfortunati avrebbero poi ricevuto il Verwundete Abzeichen, il distintivo di ferito in guerra. Il sommergibile s'immerse senza che fossero sganciate bombe.

### Affondamento
La terza ed ultima pattuglia dell'U-340 cominciò il 17 ottobre 1943 con la partenza da Saint Nazaire e destinazione lo stretto di Gibilterra, intenzionato a oltrepassarlo per entrare nel mar Mediterraneo. Fin dall'inizio, tuttavia, il sommergibile fu preso di mira e bombardato dal cielo da parte di aerei alleati: questo lo costrinse a lunghi periodi in immersione che diminuirono grandemente la riserva nelle batterie elettriche. Il nocchiere consigliò al comandante Klaus di emergere e rimandare il passaggio dello stretto di Gibilterra per poterle ricaricare, ma quest'ultimo non lo ascoltò. Il 2 novembre, nottetempo, un Wellington dello squadrone No. 179 della Royal Air Force attaccò l'U-340, di nuovo costringendolo ad immergersi. Sul posto, nei pressi di Tangeri, giunsero anche uno sloop, l'HMS Fleetwood, e i cacciatorpediniere HMS Active e HMS Witherington. Alla fine, il sommergibile si ritrovò fermo in profondità, la riserva di aria compressa ridotta al minimo. Il comandante Klaus chiamò all'adunata l'equipaggio e comunicò, fra l'incredulità generale, la sua decisione di emergere ed abbandonare il battello per poi cercare di dirigersi verso la costa del Marocco spagnolo. Fra i marinai si ventilò perfino l'ipotesi di ammutinarsi contro i loro ufficiali, giudicati del tutto incompetenti: lo stesso comandante Klaus, nelle parole dei marinai, «perse la testa» e sembrava avere i nervi poco saldi.
L'U-340 emerse alle ore 4:30 del mattino e l'equipaggio si allontanò a nuoto o su gommoni mentre il comandante e l'ingegnere di bordo facevano brillare le cariche per autoaffondarlo, alle coordinate 35°33′N 6°37′W. Dopo circa tre ore alla deriva, i naufraghi furono presi a bordo da pescherecci spagnoli che, invece di dirigersi verso la costa, proseguirono verso il largo finché non incontrarono le navi della Royal Navy a cui prontamente furono consegnati i marinai tedeschi, fra le loro aspre proteste. In totale, gli inglesi catturarono 48 uomini su un equipaggio di 49: l'unico disperso fu visto allontanarsi da solo su un gommone, diretto verso la Spagna.
In seguito alla cattura, i prigionieri furono medicati e rifocillati e successivamente interrogati dalla Naval Intelligence Division, che tuttavia, «con una o due notabili eccezioni» (come fu scritto nel rapporto finale), non poté fare altro che constatare che i tedeschi erano generalmente ben addestrati a non parlare sotto interrogatorio e non diedero quindi molte informazioni di valore.